# جولای برترم
جولای برترم (نام علمی: Ploceus bertrandi) نام یک گونه از سرده جولاها است.